# St. Agatha (Mersch)

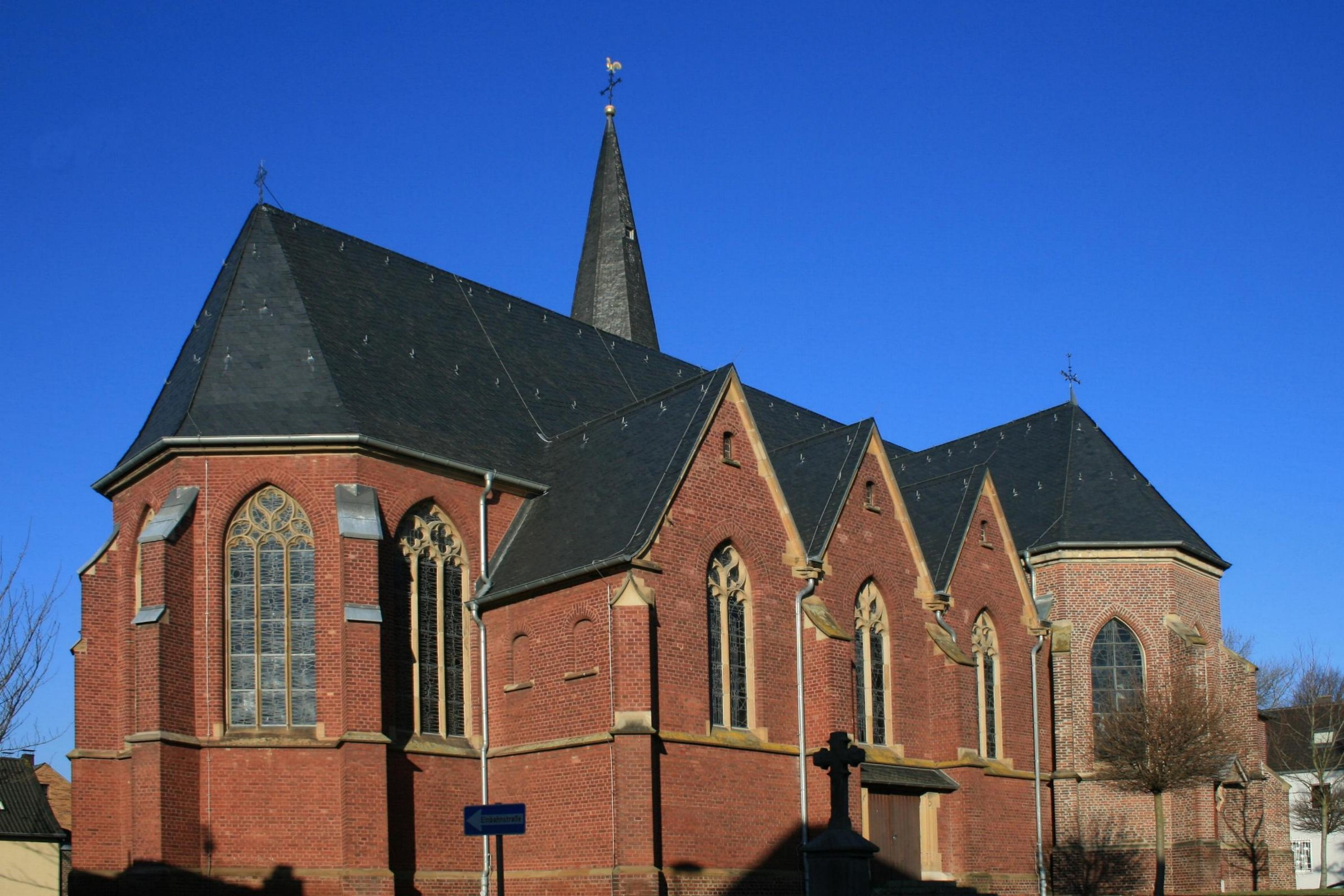
St. Agatha in Mersch

St. Agatha ist die römisch-katholische Filialkirche des Ortsteils Mersch der Stadt Jülich im Kreis Düren (Nordrhein-Westfalen).
Die Kirche ist unter Nummer 14 in die Liste der Baudenkmäler in Jülich eingetragen.

## Geschichte
Im 14. Jahrhundert wurde erstmals eine Kapelle in Mersch erwähnt. Diese gehörte zur Pfarre Güsten. Im 16. oder 17. Jahrhundert wurde Mersch schließlich eigenständige Pfarrgemeinde. Um 1300 bestand nachweislich bereits ein romanisches Gotteshaus an der Stelle der heutigen Kirche. Reste davon sind noch im Mauerwerk des Hauptschiffes des alten Kirchenteils zu finden. 
Im Jahr 1463 wurde der dreigeschossige Glockenturm im Baustil der Gotik an das romanische Kirchenschiff angebaut. Zu gleicher Zeit wurde das romanische Kirchenschiff so umgebaut und verändert, dass eine zweischiffige und dreijochige gotische Kirche mit dreiseitig geschlossenem Chor entstanden war. Die Arkaden zwischen Haupt- und Nebenschiff übernahm man größtenteils von der alten Kirche. Abgeschlossen wurden die Umbauarbeiten durch die Errichtung einer neuen Sakristei im Jahr 1548.
Um 1900 wurde die Kirche für die wachsende Dorfbevölkerung zu klein und so baute man 1913 eine neue, dreischiffige und dreijochige Kirche mit 3/8 Chorschluss im Baustil der Neugotik nach Plänen des Architekten Edmund Renard an die Südwand des alten Gotteshauses an. Im Zweiten Weltkrieg wurde das Seitenschiff der alten Kirche zerstört. An dieser Stelle wurde in den 1950er Jahren eine Vorhalle mit Orgelempore nach Plänen von J. Baumanns aus Mönchengladbach errichtet.
Bis zum 31. Dezember 2012 war Mersch eigenständige Pfarrgemeinde. Am 1. Januar 2013 wurde die Pfarre mit 13 weiteren ehemaligen Pfarreien zur Pfarre Heilig Geist Jülich fusioniert.

## Ausstattung
In der Kirche befindet sich ein Antwerpener Schnitzaltar, welcher um 1520 angefertigt worden ist. Des Weiteren ist die originale Ausmalung der Kirche aus den 1910er Jahren erhalten. Die Orgel ist ein Werk der Hellenthaler Firma Weimbs Orgelbau aus den 1950er Jahren. Das Instrument besitzt 13 Register.

## Glocken
Im Glockenturm befinden sich 4 Bronzeglocken aus unterschiedlichen Jahrhunderten.
| Nr. | Name | Durchmesser (mm) | Masse (kg, ca.) | Schlagton (HT-1/16) | Gießer                                               | Gussjahr |
| 1   | -    | 1.220            | 950             | es'                 | Martinus Legros, Malmedy                             | 1765     |
| 2   | -    | 1.100            | 520             | as'                 | Werner Hüesker, Fa. Petit & Gebr. Edelbrock, Gescher | 1925     |
| 3   | -    | -                | -               | b'                  | Hans Hüesker, Fa. Petit & Gebr. Edelbrock, Gescher   | 1972     |
| 4   | -    | -                | -               | c"                  | Hans Hüesker, Fa. Petit & Gebr. Edelbrock, Gescher   | 1972     |

## Pfarrer
Folgende Priester wirkten bis zur Auflösung der Pfarre 2013 als Pastor an St. Agatha:
| von – bis | Name                 |
| --------- | -------------------- |
| 1930–1941 | Martin Amfaldern     |
| 1941–1956 | Wilhelm Hilgers      |
| 1956–1957 | Franz Erasmi         |
| 1957–1962 | Alfons Lüke          |
| 1963–1965 | Konstantin Psotta    |
| 1965–1974 | Franz Bücken         |
| 1974–1982 | Siegfried Pletz      |
| 1982–2008 | Heinrich Bardenheuer |